# Hübner
Příjmení Hübner (Hübnerová) nosí tyto osobnosti:
- Alexius Hübner, český katolický duchovní, v 17. století opat břevnovského kláštera
- Alfred Hübner (1915–1997), českoněmecký národopisec, sběratel a genealog z Jizerských hor
- Anna Hübnerová (1861–1891).česká divadelní herečka, první manželka novináře Václava Hübnera
- Anton Hübner (1793–1869), českoněmecký úředník, regionální historik a rakouský politik
- Benedikt Hübner, německý hudebník
- Danuta Hübnerová (* 1948), polská ekonomka a politička
- Dario Hübner, italský fotbalista
- Frank Hübner, německý závodní jachtař
- Ignaz Hübner (1855–1929), českoněmecký a čs. politik, meziválečný senátor Nár. shromáždění
- Jaroslav Hübner, český a čs. politik, v r. 1968 poslanec ČNR
- Johan Hübner von Holst, švédský závodní střelec
- Jörn Hübner, německý atlet
- Marie Hübnerová (1865–1931), česká herečka
- Marion Hübner, německá atletka
- Miloslava Hübnerová (* 1950), československá atletka, provdaná Miloslava Rezková
- Otakar Hübner (1870–1929), český a čs. politik, meziválečný poslanec Nár. shromáždění
- Petr Hübner (1946–2013), český herec
- Robert Hübner, šachový velmistr
- Rudolf Hübner (* 1944), československý atlet
- Rudolf Hübner (architekt) (1904-1985), českoněmecký stavitel a architekt
- Tobiáš Hübner (1647–1714), český katolický duchovní, generální vikář litoměřické diecéze
- Tomáš Hübner (1930–1949), český skaut zastřelený příslušníky StB
- Václav Hübner (rozcestník), více osobností, viz rozcestník
- Viktor Hübner (1838–1903), českoněmecký a rakouský politik, poslanec Říšské rady a Moravského zem. sněmu
- Werner Hübner, německý házenkář

## Podobná příjmení
- Huebner
- Hübener
- Hybner (Hýbner), Hibner, Hiebner
- Huber
- Hubermann, Huberman
- Hübler (Hubler, Hiebler, Hýbler, Hybler)
- Hube
- Hinterhuber